# York Region Shooters
Le York Region Shooters est un club de soccer canadien basé à Toronto. Le club évolue en Ligue canadienne de soccer, le troisième niveau du soccer au Canada.

## Historique
- 1998 : fondation du club sous le nom de Glen Shields

## Joueur emblématiques
- Miguel Cañizalez
- Adrian Cann
- Jason De Thomasis
- Atiba Hutchinson
- Matthew Palleschi
- Marlon Sequeira
- Fitzroy Christey
- Camilo Benzi
- Francesco Vescio
- Kadian Lecky

## Directeurs de l'équipe
- Président :  Tony De Thomasis
- Entraîneur :  John Knox

## Palmarès
- 2006 : Vainqueur de la Rogers Cup
- 2010 : Champion de la saison régulière de CSL